# Sindi
Sindi – miasto w Estonii, w prowincji Pärnu, liczy 4 tys. mieszkańców (2006). Ośrodek przemysłu spożywczego.

## Ludzie związani z Sindi

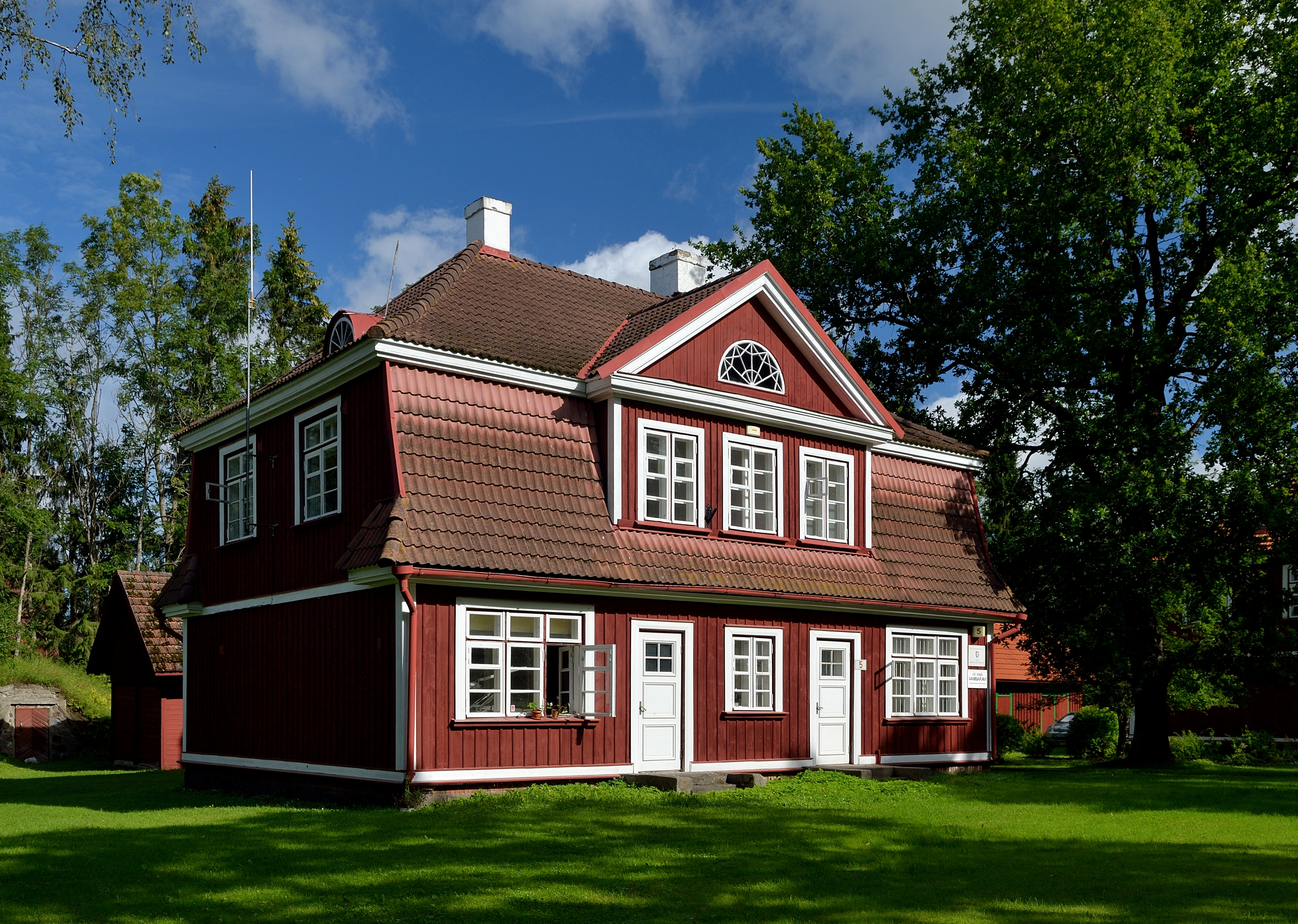
Sindi, lokalna zabudowa
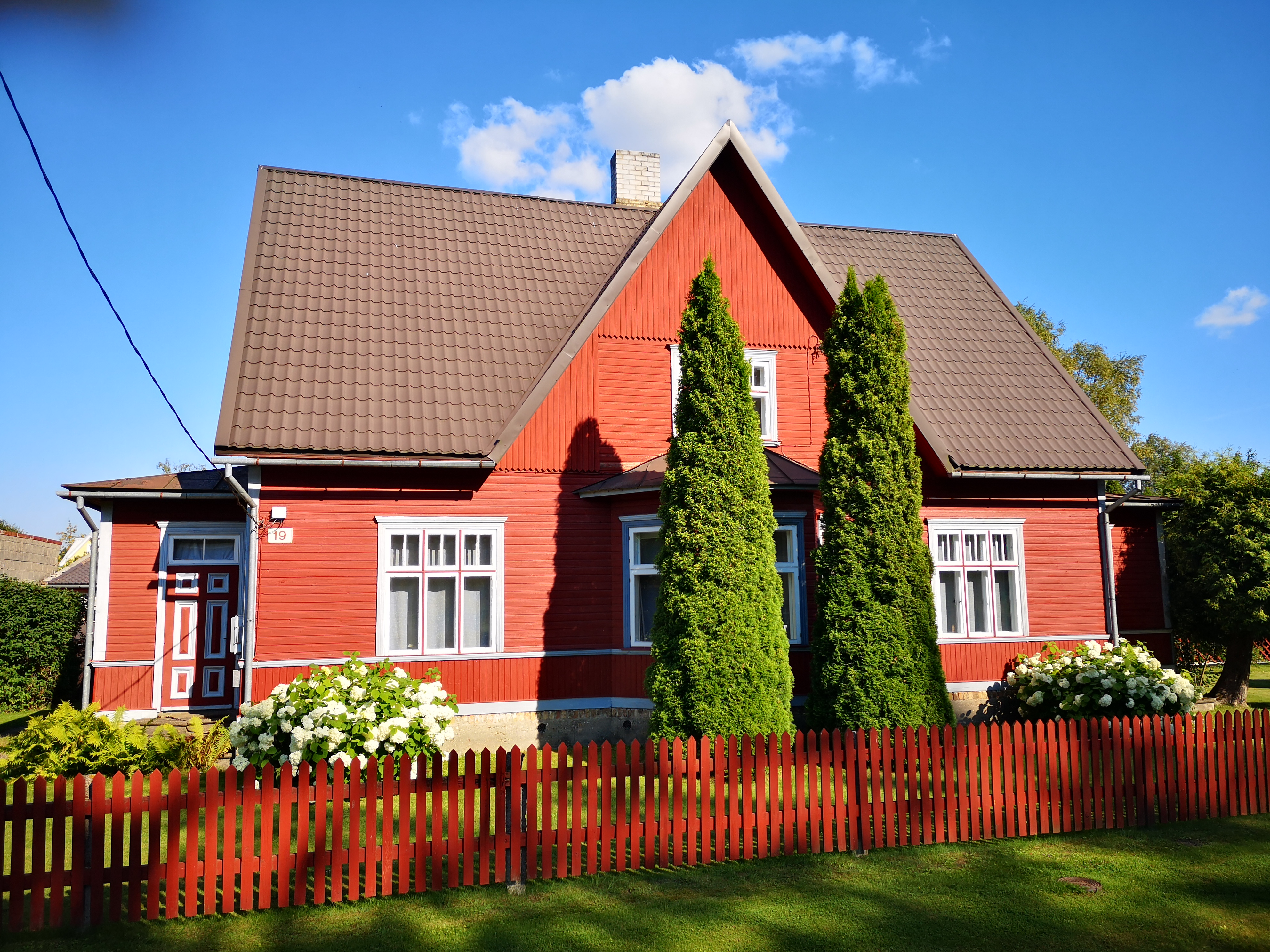
Sindi, typowy dom drewniany
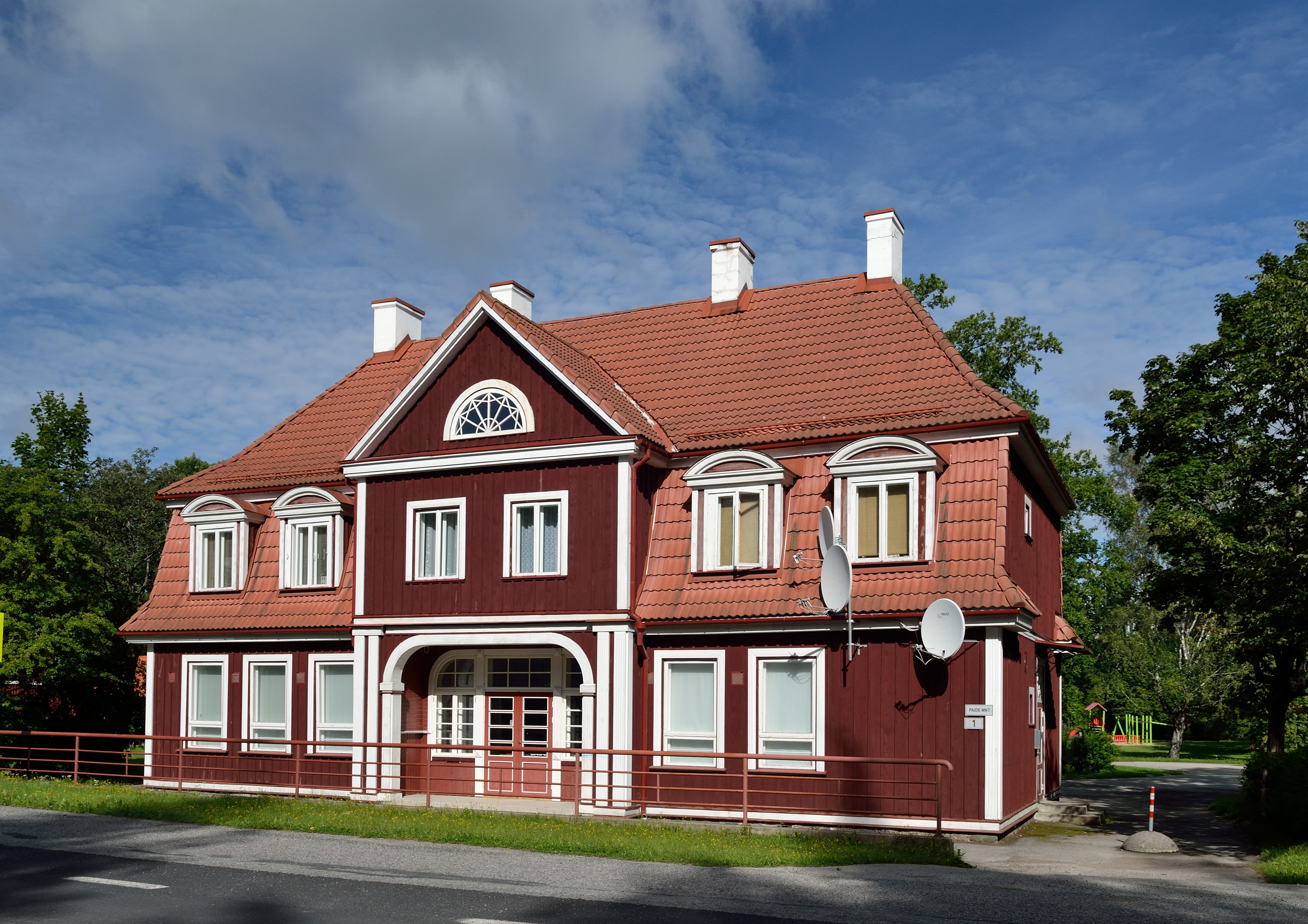
Sindi, budynek dworca kolejowego
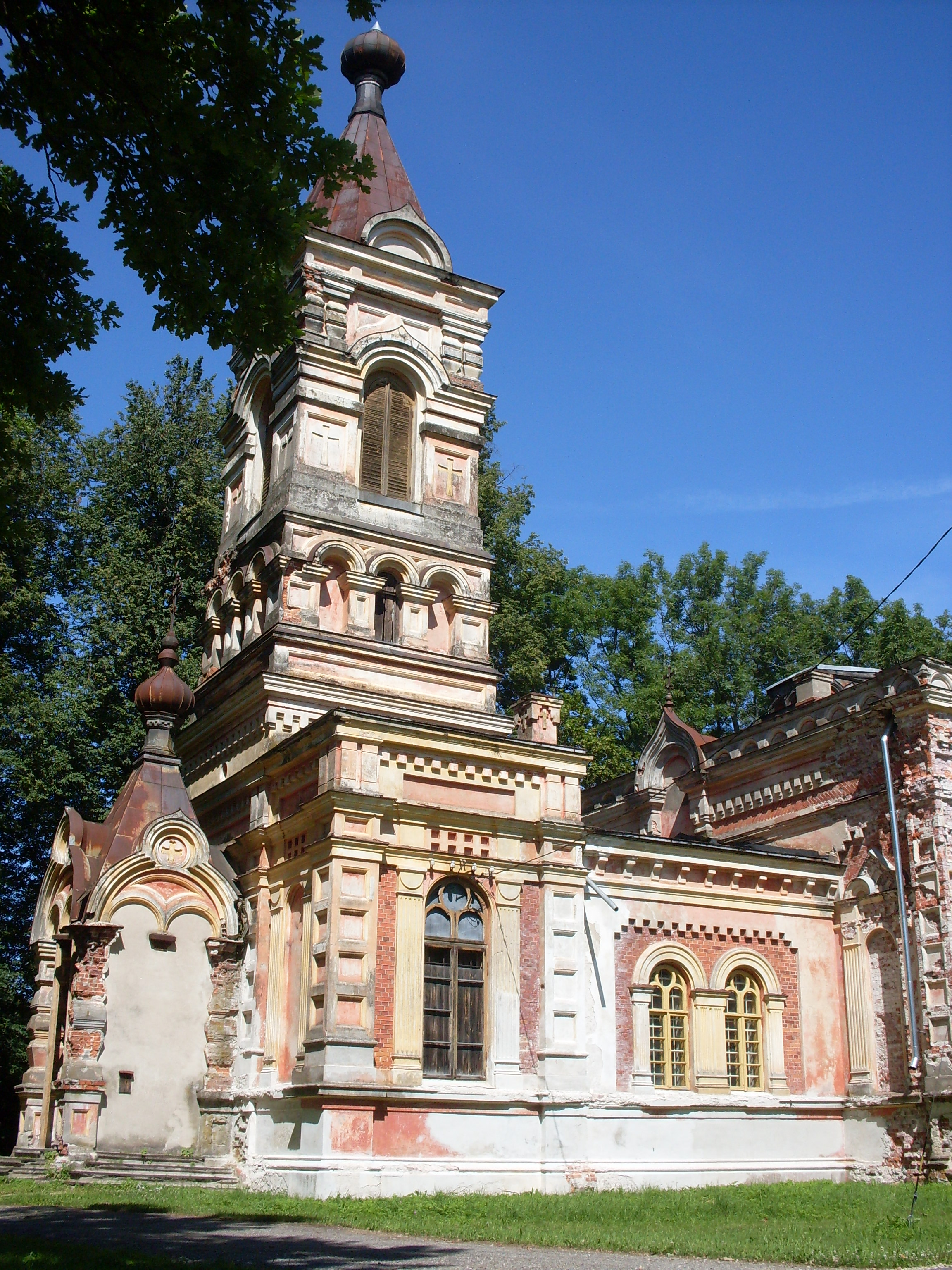
Sindi, cerkiew